# Waalse verkiezingen 2009/Kandidatenlijsten/Ecolo
Dit zijn de kandidatenlijsten van Ecolo voor de Waalse verkiezingen van 2009. De verkozenen staan vetgedrukt.

## Aarlen-Marche-en-Famenne-Bastenaken

### Effectieven
1. Christina Dewart
2. Nicolas Stilmant
3. Frédéric Moïs

### Opvolgers
1. Isabelle Champluvier
2. Serge Spruyt
3. Isabelle Servais
4. François Rion

## Bergen

### Effectieven
1. Emmanuel Disabato
2. Charlotte De Jaer
3. Jean-Pierre Viseur
4. Marleen De Poortere
5. Guy Leloux
6. Cécile Dascotte

### Opvolgers
1. Guy Nita
2. Brigitte du Trieu de Terdonck-Van den Abeele
3. Sammy Place
4. Annie Dubois
5. Michel Colmant
6. Juliette Boulet

## Charleroi

### Effectieven
1. Xavier Desgain
2. Isabelle Meerhaeghe
3. Luc Bogaert
4. Laurence Hennuy
5. Luc Parmentier
6. Cathy Nicolay
7. Stéphanie Dortant
8. Agnès Delire
9. Philippe Gustot

### Opvolgers
1. Christophe Clersy
2. Zaina Ihirrou
3. Jonathan Voet
4. Jacqueline Lefin
5. Murat Karacaoglu
6. Marion Hainaut
7. Sarah Anciaux
8. Julien Lechat
9. Jean-Marc Nollet

## Dinant-Philippeville

### Effectieven
1. Patrick Dupriez
2. Nicole Heyden-Willem
3. Karinna Body-Robe
4. Thierry Laureys

### Opvolgers
1. Eric Mainil
2. Stéphanie Simon
3. Guillaume Rabolli
4. Marie-Paule Lerude

## Doornik-Aat-Moeskroen

### Effectieven
1. Luc Tiberghien
2. Pauline Trooster
3. Eric Hellendorff
4. Laurence Bartz
5. Marc Guilmin
6. Christine Van Den Bossche
7. Ingrid Delmot

### Opvolgers
1. Sylvie Dupont
2. Marc L'Hoost
3. Chloé Deltour
4. Didier Verfoncq
5. Fabienne Hindoux
6. Alain Drumel
7. Ronny Balcaen

## Hoei-Borgworm

### Effectieven
1. Christian Noiret
2. Catherine Dubru-Wollseifen
3. Franco Granieri
4. Brigitte Simal

### Opvolgers
1. Nicolas Parent
2. Sandrine Maquinay
3. Delphine Bruyère
4. Jean-Michel Javaux

## Luik

### Effectieven
1. Bernard Wesphael
2. Veronica Cremasco
3. Michel Jehaes
4. Anne Dister
5. Jean Thiel
6. Dominique Decoster
7. Jean-Marie Lefèvre
8. Anne-Sophie Baptist
9. Noémie Daras-Peeters
10. Marc Dubru
11. Myriam Fatzaun
12. Pierre Castelain
13. Bénédicte Heindrichs

### Opvolgers
1. Jean-François Fauconnier
2. Colette Balsacq
3. Maxime Counet
4. Christine Ghys
5. André Dombard
6. Sarah Schlitz
7. Salvatore Falcone
8. Victoria Sepulveda
9. Alain Mugabo-Mukunzi
10. Marie-Louise Verlaine
11. Thierry Detienne
12. Nicole Maréchal
13. José Daras

## Namen

### Effectieven
1. Emily Hoyos
2. Hugues Doumont
3. Brigitte Baland
4. Jean-Luc Revelard
5. Cécile Deflorenne-Barbeaux
6. Eric Van Poelvoorde

### Opvolgers
1. Stéphane Hazée
2. Nathalie Donnet
3. Corentin Hecquet
4. Charlotte Mouget
5. Brigitte Maroy
6. Philippe Defeyt

## Neufchâteau-Virton

### Effectieven
1. Olivier Jadoul
2. Lieve Dechene-Van Buggenhout

### Opvolgers
1. Jean-Louis Brocart
2. Annie Leroux-Goffin
3. Jean-Pierre Graisse
4. Béatrice Thiémard-Clementz

## Nijvel

### Effectieven
1. Marcel Cheron
2. Marianne Saenen
3. Jean-Yves Saliez
4. Hélène Ryckmans
5. Bruno Ponchau
6. Claire Hugon
7. Isabelle Hinderyckx
8. Alain Trussart

### Opvolgers
1. Thierry Meunier
2. Géraldine Martin
3. Roland Vanseveren
4. Agnès Namurois
5. Cherif Hamdis
6. Rachel Heymans
7. Kira Rahir
8. Jean-Luc Roland

## Thuin

### Effectieven
1. Michaël Leclercq
2. Catherine Copoix
3. Alain Bastin

### Opvolgers
1. Ariane Van Landeghem
2. Sébastien Brousse
3. Virginie Bouillet
4. Jean-Marc Monin

## Verviers

### Effectieven
1. Monika Dethier-Neumann
2. Matthieu Daele
3. Geneviève Cabodi
4. Paul Bongartz
5. Laurence Simonis
6. Dany Smeets

### Opvolgers
1. Yves Reinkin
2. Karin Wertz
3. Michel Bronlet
4. Pauline Dumoulin
5. Claude Weber
6. Géraldine Pelzer-Salandra

## Zinnik

### Effectieven
1. Olivier Saint-Amand
2. Muriel Hanot
3. Christophe Laurent
4. Nicole Coppenolle-Vanhoof

### Opvolgers
1. Bénédicte Linard
2. Etienne Ponciau
3. Ingrid Roucloux
4. Grégory Cardarelli